# Sala de cine para adultos

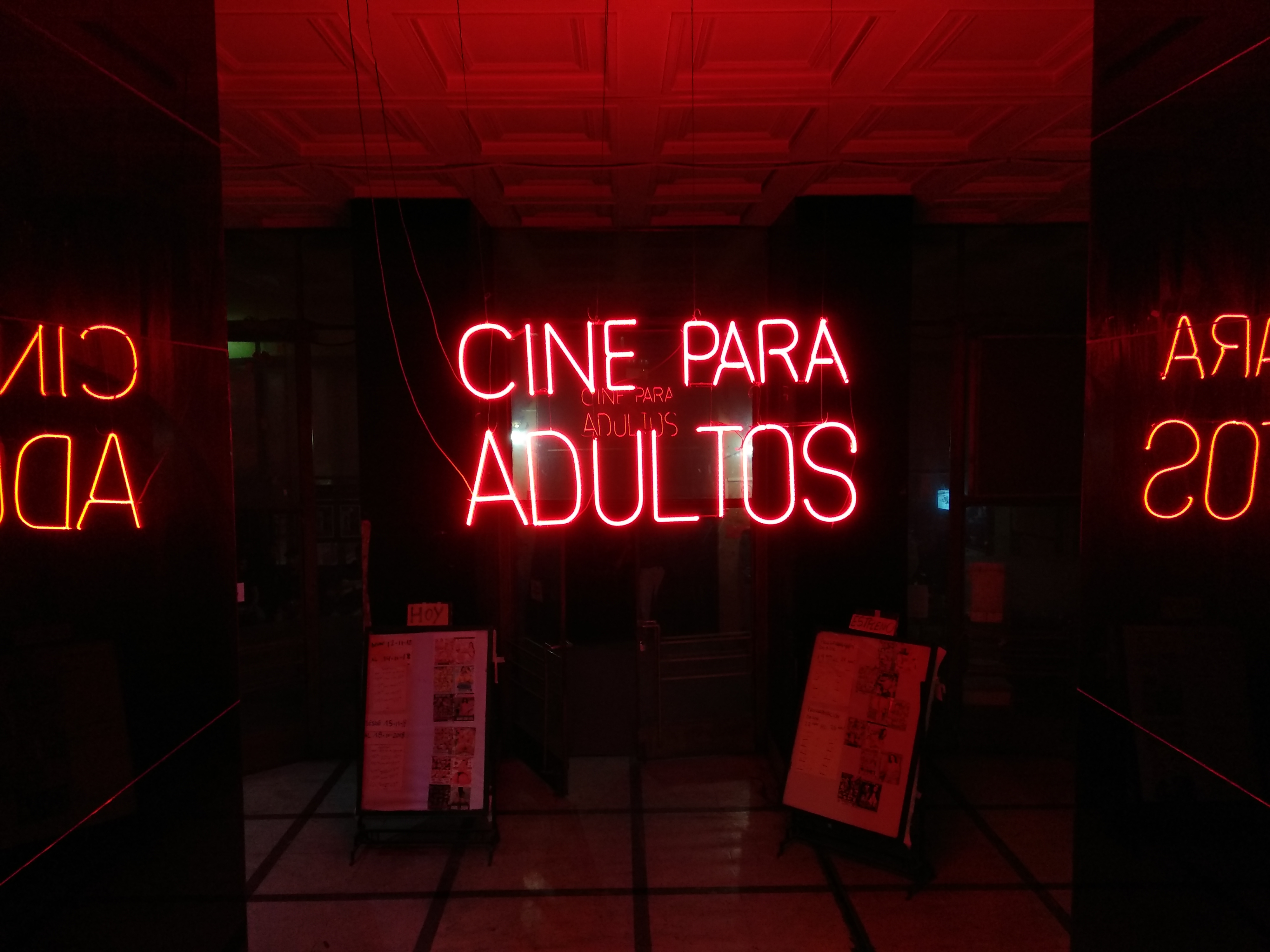
Cine para adultos en Santiago de Chile.

Una sala de cine para adultos (llamada también cine para adultos o cine pornográfico) es una sala de cine donde se exhiben películas pornográficas a un público de espectadores mayores de edad. Se trata habitualmente difusiones en continuo (la gente puede entrar y salir cuando quiera). Los carteles de las películas a la entrada de las salas no presentan normalmente desnudos.

## Clientes
Las salas de cine para adultos muestran películas pornográficas destinados principalmente a un público heterosexual u homosexual.  La gran mayoría de los clientes son hombres. En su caso, ciertas salas pueden permitir a los espectadores varones participen en encuentros homosexuales anónimos.
Las reglas para el cliente son generalmente menos estrictas que en las salas de cine normales con respecto a la desnudez parcial o total y la masturbación o el sexo en público, tal comportamiento puede incluso ser tolerado explícitamente o no por la administración. Tal comportamiento puede o no ser legal, y si no lo es, puede o no ser tolerado por la aplicación de la ley local. Algunas habitaciones también pueden incluir un estriptis o un show de sexo en vivo entre películas. 
Antes de la llegada de la videograbadora y, más tarde, de Internet, el cine era a menudo el único lugar donde la gente podía ver películas de porno duro para adultos. Desde la década de 1980, la posibilidad de ver estas películas en un entorno privado condujo a la disminución de los cines pornográficos, que desaparecieron gradualmente en la mayoría de los países.